# 尚武村 (臺東縣)
22°20′24″N 120°52′43″E / 22.3400881°N 120.8786026°E
尚武村，是臺灣臺東縣大武鄉所轄的5個村之一，位在大武鄉西南緣。人口1674人，與大武村、南興村；達仁鄉新化村相鄰。村內重要景點為大武之心南迴驛休息站（於2022年9月中開幕，一旁有南迴藝術季新設立之地標"1314號的藍"）、大武漁港、太湖原生植物園、金龍湖。

## 交通

### 鐵路
臺灣鐵路管理局
- 南迴線：古莊號誌站

### 公路
- 台9線：南迴公路

### 客運
- 東台灣客運（原鼎東客運）
- 國光客運